# Flunk
Flunk – zespół pochodzący z Oslo w Norwegii. Muzyka zespołu to elektroniczne brzmienia oscylujące pomiędzy trip hopem, electronica, alternative, indie, downtempo.

## Historia
Początki Flunk datuje się na zimę 2000/2001. Pierwszym sukcesem zespołu był cover utworu Blue Monday zespołu New Order, wydany w kwietniu 2002 roku. Zaraz po nim został wydany debiutancki krążek For Sleepyheads Only. Drugim albumem zespołu był Morning Star, który ujrzał światło dzienne w maju 2004, wydanym przez Beatservice Records.

## Dyskografia

### Albumy studyjne
- For Sleepyheads Only (2002)
- Morning Star (2004)
- Play America (2005)
- Personal Stereo (2007)
- This Is What You Get (2009)
- The Songs We Sing - Best of 2002-2012 (2012)
- Lost Causes (2013)
- Chemistry and Math (2017)

### Single
- Miss World (2002)
- Blue Monday (2002)
- On My Balcony (2004)
- All Day And All Of The Night (2005)
- Sit Down (2007)
- Silent Night (2008)
- Common Sense (2009)
- Queen of the Underground (2012)
- Cigarette Burns (2012)
- Sanctuary (2013)
- Love and Halogen (2013)
- TMTTUOT (2016)
- Petrified (2017)